# لورا سيبيدا
لورا سيبيدا (بالإسبانية: Laura Cepeda)‏ هي ممثلة مكسيكية وإسبانية، ولدت في 24 يونيو 1953 في مونتيري في المكسيك.

## وصلات خارجية
- لورا سيبيدا على موقع IMDb (الإنجليزية)
- لورا سيبيدا على موقع قاعدة بيانات الفيلم (الإنجليزية)